# Даница Докић Атанацковић
Даница Докић Атанацковић (Сремски Карловци, 15. децембар, 1913. — Београд, 23. април, 1978.) била је српска сликарка и педагошкиња.

## Одрастање и образовање
Даница Докић Атанацковић је завршила Уметничку школу у Београду 1938. Сликала је мртву природу и пејзаже, са наглашеним осећајем за боју и поетизирану атмосферу. Учествовала је на међународним изложбама сликарки у Лондону (1952) и Болцану (1954).